# American Arcadia
American Arcadia es un juego de plataformas y rompecabezas de 2023 desarrollado por Out of the Blue y publicado por Raw Fury. El juego sigue a Trevor Hills (Yuri Lowenthal) mientras intenta escapar de su ciudad natal simulada, Arcadia, con la ayuda de la técnica de escenario Angela Solano (Krizia Bajos).

## Gameplay y trama
American Arcadia es un juego de plataformas y rompecabezas en 2.5D que tiene lugar durante la década de 1970. Al comienzo del juego, el jugador controla Trevor Hills.
El juego presenta la trama como un documental. Trevor Hills (Yuri Lowenthal) es un hombre que lleva una vida normal. Después de unos días, Trevor descubre que es parte de un programa de televisión visto internacionalmente y que se presume que su amigo, Gus, está muerto. También descubre que, si no se presta atención a un habitante, lo matan.

## Desarrollo y lanzamiento
American Arcadia está desarrollado por el estudio independiente español Out of the Blue, que anteriormente desarrolló Call of the Sea. 
Out of the Blue lanzó un avance en abril de 2022 y se presentó una demostración en el Tribeca Festival Games Spotlight. El 15 de noviembre de 2023 se estrenó American Arcadia.

## Recepción
American Arcadia recibió una calificación de "generalmente favorable" en Metacritic. En OpenCritic, el juego tiene un índice de aprobación "fuerte" del 94%.